# Le cascate
Le cascate (The Falls) è un romanzo drammatico del 2004 della scrittrice statunitense Joyce Carol Oates.

## Trama
Il romanzo racconta la vita di Ariah, dal matrimonio nel 1950 in avanti per una trentina di anni fino al 1978.

### La luna di miele
Gilbert Erskine si getta nelle cascate del Niagara. È la mattina dopo la sua notte di nozze con Ariah, nemmeno ventiquattr'ore dopo la cerimonia.
La donna rimane a Niagara Falls traumatizzata dal fatto, in attesa che il corpo del marito venga recuperato. Dirk Burnaby, un avvocato civilista, esponente di una ricca famiglia del luogo, scapolo per vocazione, rimane affascinato dalla donna e le propone il matrimonio, che dopo qualche difficoltà infine lei accetta.

### Il matrimonio
Dal matrimonio nasce dapprima un figlio, Chandler. Più avanti nasceranno altri due figli, Royall e Juliet.
In seguito a un'inchiesta riguardante un caso di inquinamento un giorno l'auto di Dirk viene trovata nel fiume a monte delle cascate. Il corpo di Dirk non sarà mai trovato.

### La famiglia
Ariah, vedova con figli, si trasferisce in una casa più modesta vivendo in ristrettezze e rifiutando di usare il capitale dell'assicurazione del marito.

## Personaggi
- Ariah, nata Littrell, sposata Erskine, poi Burnaby.
- Dirk Burnaby, secondo marito di Ariah e padre dei suoi figli.
- Chandler Burnaby, primo figlio di Dirk e Ariah.
- Royall Burnaby, secondo figlio.
- Juliet Burnaby, terza dei figli della coppia.
- Gilbert Erskine, primo marito di Ariah, si getta nelle cascate il giorno dopo le nozze.
- i genitori di Ariah e quelli di Gilbert
- la madre e le sorelle di Dirk
- Nina Olshaker, la donna in nero
- Candace, fidanzata di Royall
- Melinda, moglie di Chandler
- Bud Stonecrop, il cuoco del Duke's Bar & Grill, detto "il figlio dello sbirro"
- Zarjo, il cane di famiglia

## Struttura e stile
Il romanzo è diviso in tre parti, ciascuna delle quali a sua volta divisa in capitoli intitolati, alcuni corti e altri più lunghi a loro volta divisi in sezioni numerate o no. Infine un breve epilogo.
L'autrice adotta lo stile del "Narratore onnisciente" usando la terza persona ma molto spesso gli avvenimenti sono narrati dal punto di vista di uno dei personaggi, tramite i suoi pensieri espressi col discorso indiretto.

## Edizioni
- Joyce Carol Oates, Le cascate, traduzione di Annamaria Biavasco e Valentina Guani, Mondadori, 2006, ISBN 978-88-04-54947-5.

## Riconoscimenti
Il libro ha vinto nel 2005 il Prix Femina étranger, per la traduzione in francese Les Chutes.